# Cerotelium dioscoreae
Cerotelium dioscoreae är en svampart som beskrevs av Berndt 1997. Cerotelium dioscoreae ingår i släktet Cerotelium och familjen Phakopsoraceae.   Inga underarter finns listade i Catalogue of Life.